# Aeollanthus
Aeollanthus là một chi thực vật có hoa trong họ Hoa môi (Lamiaceae).

## Loài
Chi Aeollanthus gồm các loài:
- Aeollanthus abyssinicus Hochst. ex Benth.
- Aeollanthus alternatus Ryding
- Aeollanthus ambustus Oliv.
- Aeollanthus angolensis Ryding
- Aeollanthus angustifolius Ryding
- Aeollanthus breviflorus De Wild.
- Aeollanthus buchnerianus Briq.
- Aeollanthus candelabrum Briq.
- Aeollanthus caudatus Ryding
- Aeollanthus cucullatus Ryding
- Aeollanthus densiflorus Ryding
- Aeollanthus elsholtzioides Briq.
- Aeollanthus engleri Briq.
- Aeollanthus fruticosus Gürke
- Aeollanthus haumannii van Jaarsv.
- Aeollanthus holstii Gürke
- Aeollanthus homblei De Wild.
- Aeollanthus lisowskii Ryding
- Aeollanthus lobatus N.E.Br.
- Aeollanthus myrianthus Baker
- Aeollanthus namibiensis Ryding
- Aeollanthus neglectus (Dinter) Launert
- Aeollanthus paradoxus (Hua) Hua & Briq.
- Aeollanthus parvifolius Benth.
- Aeollanthus petiolatus Ryding
- Aeollanthus pinnatifidus Hochst. ex Benth.
- Aeollanthus plicatus Ryding
- Aeollanthus pubescens Benth.
- Aeollanthus rehmannii Gürke
- Aeollanthus repens Oliv.
- Aeollanthus rivularis Hiern
- Aeollanthus rydingianus van Jaarsv. & A.E.van Wyk
- Aeollanthus saxatilis J.Duvign. & Denaeyer
- Aeollanthus sedoides Hiern
- Aeollanthus serpiculoides Baker
- Aeollanthus stuhlmannii Gürke
- Aeollanthus suaveolens Mart. ex Spreng.
- Aeollanthus subacaulis (Baker) Hua & Briq.
- Aeollanthus subintegrus Ryding
- Aeollanthus trifidus Ryding
- Aeollanthus tuberosus Hiern
- Aeollanthus ukamensis Gürke
- Aeollanthus viscosus Ryding
- Aeollanthus zanzibaricus S.Moore

## Hình ảnh

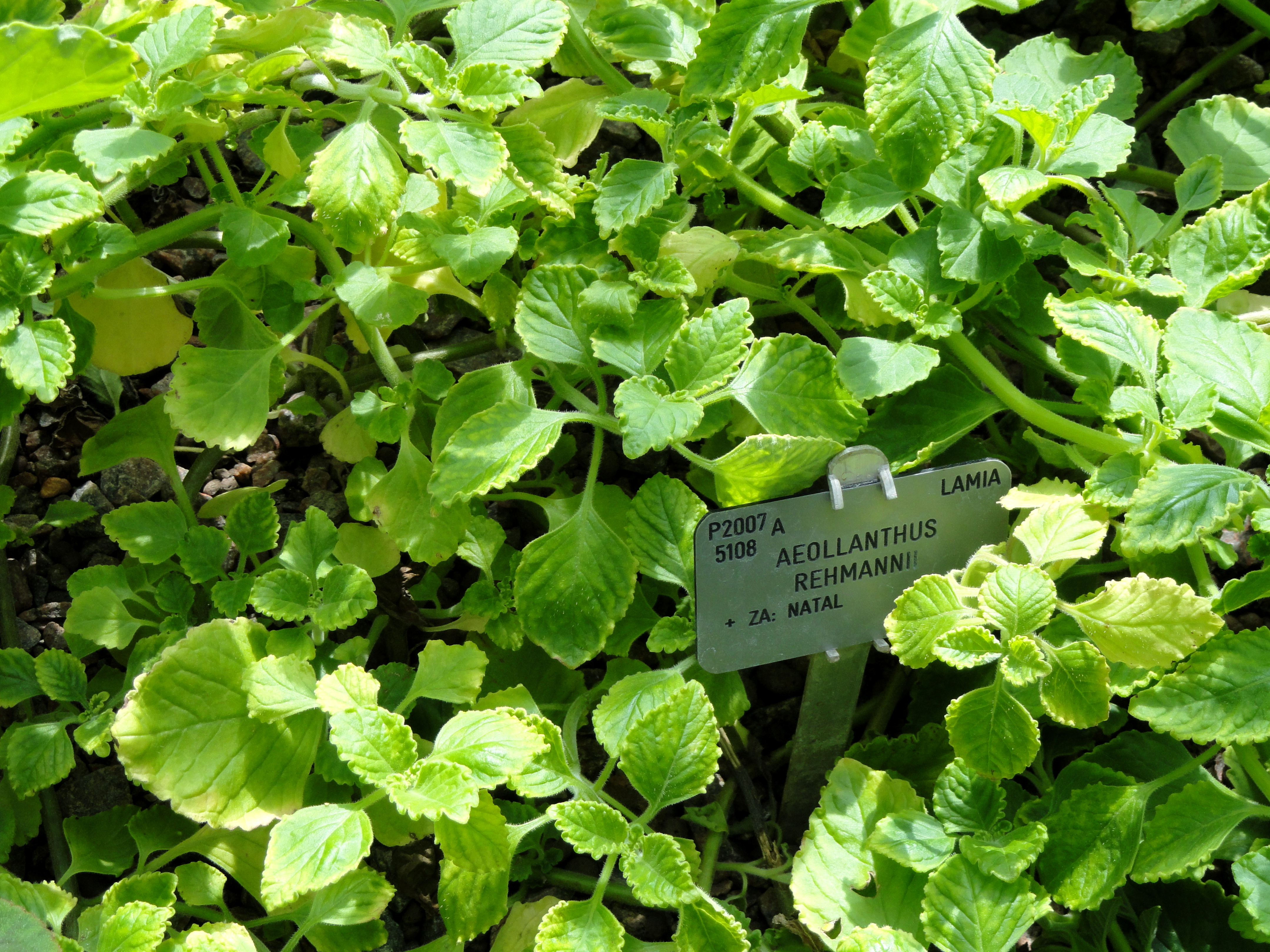